# Pikkelyeshátú hangyászpitta
A pikkelyeshátú hangyászpitta (Grallaria guatimalensis) a madarak osztályának verébalakúak (Passeriformes) rendjébe és a hangyászpittafélék (Grallariidae) családjába tartozó faj.

## Rendszerezése
A fajt Florent Prévost és Marc Athanase Parfait Oeillet Des Murs írták le 1842-ben.

## Alfajai
- Grallaria guatimalensis guatimalensis - Prévost & Des Murs, 1846
- Grallaria guatimalensis regulus - P. L. Sclater, 1860
- Grallaria guatimalensis princeps - P. L. Sclater & Salvin, 1869
- Grallaria guatimalensis ochraceiventris -  Nelson, 1898
- Grallaria guatimalensis sororia - Berlepsch & Stolzmann, 1901
- Grallaria guatimalensis aripoensis - Hellmayr & Seilern, 1912
- Grallaria guatimalensis carmelitae - Todd, 1915
- Grallaria guatimalensis chocoensis - Chapman, 1917
- Grallaria guatimalensis roraimae -  Chubb, 1921

## Előfordulása
Mexikó, Trinidad és Tobago, Costa Rica, Guatemala, Honduras, Nicaragua, Panama, Salvador, Bolívia, Brazília, Kolumbia, Ecuador,  Guyana,  Peru és Venezuela területén honos. Természetes élőhelyei a szubtrópusi és trópusi síkvidéki és hegyi esőerdők. Állandó, nem vonuló faj.

## Megjelenése
Testhossza 18 centiméter.
|  |

## Életmódja
Elsősorban ízeltlábúakkal táplálkozik.

## Természetvédelmi helyzete
Az elterjedési területe rendkívül nagy, egyedszáma viszont csökken, de még nem éri el a kritikus szintet. A Természetvédelmi Világszövetség Vörös listáján nem fenyegetett fajként szerepel.